# Małgorzata Budzyńska
Małgorzata Budzyńska – polska pisarka. Absolwentka iberystyki na Uniwersytecie Warszawskim. Zadebiutowała opowiadaniem "Pomost" w 1997 roku, za które została nagrodzona w konkursie organizowanym przez Wiadomości Kulturalne. Najbardziej znaną powieścią pisarki jęst seria książek "Ala Makota". Sprzedaż dwóch pierwszych tomów "Ali Makoty" przekroczyła 40 tys. egzemplarzy. Małgorzata Budzyńska zajmuje się także tłumaczeniami z języka hiszpańskiego i angielskiego.  

## Twórczość
- Pomost (opowiadanie) (1997)
- Ala Makota. Notatnik sfrustrowanej nastolatki 1 (2000)
- Ala Makota. Notatnik sfrustrowanej nastolatki 2 (2000)
- Chłopakom, których kiedyś kochałam... (wznowienie pt. Dominika: Pierwsza miłość) (2001)
- Ala Makota. Zakochana 1 (2002)
- Ala Makota. Zakochana 2 (2003)
- Ala Makota. Siedemnastka (2005)
- Ala Makota. Osiemnastka (2006)
- Ala Makota. Na fali sukcesu (2007)
- Jeszcze raz (2007)
- Wiki i spółka (2008)
- Ala Makota. Maksymalnie ja 1 (2010)
- Ala Makota. Maksymalnie ja 2 (2010)
- Ala Makota. Jacek (2011)

### Tłumaczenia
- Baśnie tysiąca i jednej nocy (2007)